# 国家情報会議
国家情報会議（NIC: National Intelligence Council）とは、インテリジェンス・コミュニティからの情報に基づき、アメリカ合衆国大統領のために中・長期的予測を行う諮問機関である。
1947年、その前身である報告・評価室（ORE: Office of Reports and Estimates）が創設された。1950年、OREを改組して国家評価室（ONE: Office of National Estimates）が創設された。1979年、ONEは現在の国家情報会議に改編された。
NICは、4年に一度の大統領選の年に合わせて、15～20年間に渡る世界情勢を予測・分析し、NIC Global Trendsという報告書を発表している。また、同機関は、国家情報評価（NIE: National Intelligence Estimates）と称されるより短期的な評価を大統領のために作成している。NIEは、大統領と政府閣僚が受領する。NIEの作成には、諜報機関だけではなく、例えば大学教授等、民間人も参加している。近年まで中央情報局（CIA）長官（DCI: Director of Central Intelligence）の統治下にあり、その作成はCIAが大きく関与していた。

### NIC グローバル・トレンド
- NIC Global Trends 2010 （英文）(1997年11月版)
- NIC Global Trends 2015 （英文）(2000年12月版)
- NIC Global Trends 2020 （英文）(2004年12月版)
- NIC Global Trends 2025 （英文）(2008年11月版)
- NIC Global Trends 2030 （英文）(2012年12月版)
- NIC Global Trends 2035 （英文）(2017年1月版)
- NIC Global Trends 2040 （英文）(2021年3月版)